# Fürther und Zirndorfer Stadtwald
Fürther und Zirndorfer Stadtwald este o arie protejată (arie specială de conservare — SAC, sit de importanță comunitară — SCI) din Germania întinsă pe o suprafață de 830,93 ha, integral pe uscat.

## Localizare
Centrul sitului Fürther und Zirndorfer Stadtwald este situat la coordonatele 49°27′57″N 10°55′22″E / 49.4658°N 10.9228°E.

## Înființare
Situl Fürther und Zirndorfer Stadtwald a fost declarat sit de importanță comunitară în martie 2001 pentru a proteja 3 specii de animale. Situl a fost protejat și ca arie specială de conservare în aprilie 2016.

## Biodiversitate
Situată în ecoregiunea continentală, aria protejată conține 1 habitat natural: Păduri aluvionare cu Alnus glutinosa și Fraxinus excelsior (Alno-Padion, Alnion incanae, Salicion albae).
La baza desemnării sitului se află mai multe specii protejate:
- păsări (1): ciocănitoare neagră (Dryocopus martius)
- mamifere (2): liliac cu urechi mari (Myotis bechsteinii), liliac comun (Myotis myotis)

Pe lângă speciile protejate, pe teritoriul sitului au mai fost identificate 3 specii de mamifere, 1 specie de reptile.